# Johann Paul Saxl
Johann Paul Saxl, detto Hans (Vipiteno, 22 gennaio 1920 – Vipiteno, 4 gennaio 2008), è stato un politico italiano.

## Biografia
Di professione albergatore, Saxl aderì alla Südtiroler Volkspartei sin dalla fondazione. Nel 1947 venne nominato commissario di Vipiteno dall'amministrazione americana, e ne divenne in seguito ininterrottamente sindaco fino alle elezioni del 1963, quando fu eletto al Senato della Repubblica, dove rimase per una legislatura.